# 1168 Brandia
1168 Brandia è un asteroide della fascia principale del diametro medio di circa 10,61 km. Scoperto nel 1930, presenta un'orbita caratterizzata da un semiasse maggiore pari a 2,5534874 UA e da un'eccentricità di 0,2171179, inclinata di 12,74105° rispetto all'eclittica.
Il suo nome è in onore del matematico belga Eugène Brand.